# Варианты правил го
Варианты правил го — различные своды правил настольной игры го. Отличаются отдельными деталями, трактовкой некоторых редко встречающихся в реальных партиях позиций, правилами определения результата в спорных случаях и порядком подсчёта разности очков. Все используемые на практике варианты эквиваленты в абсолютном большинстве случаев, их различия проявляются только в редких ситуациях.

## Общее описание
Правила го, применяемые в разных странах и на разных турнирах, различаются некоторыми деталями. В целом большинство наборов правил эквивалентны — отличия некоторых из них состоят лишь в степени детальности и в формулировках, другие отличаются трактовкой крайне редко встречающихся на практике игровых ситуаций. Кроме того, разные варианты могут использовать разный порядок подсчёта результата партии, что в некоторых случаях может привести к расхождению в подсчитанной по разным правилам разности очков, но обычно не более чем на одно очко. Для большинства реальных партий конкретный набор правил не имеет значения, так как любой из них приводит к одному и тому же результату, но в отдельных случаях тонкости могут быть существенны, поэтому в официальных соревнованиях всегда оговаривается, по каким именно правилам они проводятся.

## Распространённые варианты правил го
Известно восемь вариантов правил го:
- Японские. Применяются в Японии, Корее, США, Европе. Являются официальными правилами Российской федерации го (бадук). Считается, что им не менее 1200 лет, они пришли вместе с игрой го из Кореи в VII веке и практически не менялись со временем. Первое официальное издание этих правил было выпущено Нихон Киин лишь в 1949 году. Японские правила часто критикуют за переусложнённость и недостаточно чёткое определение некоторых моментов (жизнеспособность групп, нейтральные пункты внутри окружённой территории), тем не менее, на текущий момент большинство соревнований в мире играется по японским правилам. 
Подсчет результата партии по японским правилам производят по пунктам территории, захваченным камням и пленным камням. Пленные камни снимаются с доски, открывая пункты территории, тоже учитываемые при подсчете. Нейтральные и занятые живыми камнями пункты при подсчете очков не учитываются.
- Китайские — применяются в Китае, Гонконге, Сингапуре, на Тайване. Были модернизацией более древних правил, которые сохранились в Японии. Т.е. японские правила это древние китайские правила, от которых отказались в Китае в угоду текущих.
Наиболее заметное отличие от японских правил — порядок подсчёта очков, который производится по живым камням и территории (захваченные и пленные камни не учитываются). Все нейтральные пункты на доске, как правило, заполняются, так как постановка камней в нейтральные пункты приносит очки. Игроки не теряют очки за лишние ходы в свою территорию, в отличие от японских правил.
- Правила Американской ассоциации го (AGA). Используются в турнирах под эгидой AGA, очень близки к китайским. Последние изменения внесены в 2004 году.
- Правила Инга[1]. Их автор — тайваньский миллионер Ин Чанци, основатель фонда Инга, известный своими усилиями по популяризации го. Применяются в официальных турнирах на Тайване и в состязаниях, проводимых под эгидой фонда, также являются одним из вариантов правил для соревнований Европейской федерации го. Первая редакция правил вышла в 1973 году, последняя — в 1996 году, на настоящий момент она является окончательной.
- Новозеландские. Используются в Новой Зеландии. Представляют собой несколько изменённые и упрощённые китайские правила.
- Правила сервера IGS. Применяются на International Go Server, при игре в Интернете.
- Правила Тромпа — Тейлора. Правила компьютерного го, разработанные Тромпом и Тейлором. Наиболее близки к новозеландским. Основной целью их разработки была максимальная формализация.
- Тибетские. Старый локальный вариант правил го, отличающийся от традиционных правил во многих деталях. В настоящее время представляют лишь исторический интерес.

Можно отметить, что изменения в правилах в основном идут по пути упрощения и усиления формализации.

## Различия наборов правил
Наборы правил могут отличаться по одному или более из следующих пунктов:

### Определение территории
Под «территорией» игрока понимаются пустые пункты игрового поля, полностью окружённые его камнями; пустые пункты считаются после снятия с доски «пленных» групп. Однако в некоторых частных случаях возможны расхождения в трактовке этого принципа в разных правилах:
1. Китайские и производные от них правила (в том числе правила Инга, новозеландские, AGA) определяют территорию чисто топологически — в неё входят любые пустые пункты, окружённые камнями одного цвета, независимо от того, какие формы составляют эти камни и что находится за пределами этого окружения. Определения того, что такое «пункты, окружённые камнями одного цвета», в разных правилах несколько отличаются, но по сути сводятся к тому, что пункт является окружённым камнями одного цвета, если от этого пункта, следуя только по вертикальным и горизонтальным соединениям, можно провести путь по пустым пунктам только к камням этого цвета.
2. Японские правила не включают в территорию пустые пункты, окружённые камнями группы, находящейся в положении сэки (положение, когда две группы разного цвета не могут быть взяты из-за того, что любой из игроков, сделав первый ход для захвата группы противника, в результате потеряет свою группу).

### Способ подсчёта очков
Существует три способа подсчёта очков:
1. Японский — размер территории + количество захваченных камней противника, включая «пленные» камни.
2. Китайский — размер территории + количество своих «живых» камней (то есть камней, выставленных на доску и не взятых противником).
3. Инговский — размер территории + количество камней в чаше у противника, считая его снятые с доски камни.

При использовании второго и третьего способа игра ведётся до заполнения камнями всех нейтральных пунктов (пунктов, которые не могут быть окружены ни белыми, ни чёрными камнями), поскольку каждый ход в такой пункт приносит дополнительно одно очко. В первом варианте заполнение нейтральных пунктов не требуется, поскольку они никак не учитываются при подсчёте.
Проанализировав три перечисленных способа, легко заметить, что все они дают одну и ту же разницу очков (максимальное возможное расхождение — на единицу), при условии, что игра ведётся без форы, до заполнения камнями всех нейтральных пунктов, а в чашах игроков перед игрой находится одинаковое количество камней. Тем не менее, порядок подсчёта не вполне безразличен. При первом способе ход игрока внутрь собственной территории отнимает у него одно очко, тогда как второй и третий способы к таким ходам безразличны: очко, теряемое от хода в свою территорию, компенсируется изменением количества камней на доске или в чашах. Это отличие само по себе не так важно (игрок не станет ходить внутрь своей территории, если в этом нет необходимости и есть возможность ходить снаружи), но влияет на порядок определения «живых» и «мёртвых» групп по окончании партии.
В правилах AGA разрешены, по выбору игроков, два разных способа подсчёта результата: японский и китайский. При этом в правила внесены положения, благодаря которым разницы очков, посчитанные по обоим вариантам, всегда совпадают.
Сама процедура подсчёта очков может выглядеть по-разному. Обычно применяются те или иные способы, позволяющие упростить процесс.
- При японском подсчёте пленные камни выставляются на территорию противника (легко видеть, что на разности очков это не отражается, но территории становятся меньше — легче считать), после чего камни внутри территорий игроков переставляются так, чтобы территория представляла собой один или несколько прямоугольников, количество пунктов в которых можно сосчитать быстрее.
- При подсчёте по территории и живым камням для упрощения подсчёта не только передвигают камни внутри территорий, но и, при необходимости, заполняют некоторые пункты территории собственными камнями из чаш. По традиционному китайскому порядку подсчёта считается территория и камни только одного игрока (обычно чёрных). Если сумма больше или равна 181, то этот игрок выиграл. Для получения разности очков из суммы победителя вычитается 181, полученный результат удваивается и к нему прибавляется единица. Полученное значение и есть разница очков. Если партия игралась с коми, то из суммы очков чёрных перед удвоением вычитается, а к сумме белых добавляется половина коми (при коми 7,5 это 3,75).
- Для подсчёта по территории и камням в чашах используется специальная процедура, предусматривающая выставление всех камней из чаш на доску. У каждого игрока должно быть ровно 180 камней. Перед подсчётом захваченные и «пленные» камни возвращаются в чаши. Затем игроки выставляют на доску равное число камней в пункты сэки, после чего просто заполняют свою территорию оставшимися своими камнями. В результате этой процедуры у победившего игрока (чья территория больше) в территории остаются пустые пункты, а у проигравшего вся территория заполняется и остаются «лишние» камни. Разница очков определяется удвоенным числом этих «лишних» камней, которые для наглядности выставляют на территории победившего компактной группой, плюс, возможно, ещё одно очко, если в территории победившего остался один незанятый пункт. Для учёта коми и форы некоторое количество камней, соответственно, чёрных и белых, выставляются перед подсчётом на территорию противника.

Каждый вариант правил подсчёта имеет свои достоинства и недостатки.
- К достоинствам японского варианта можно отнести то, что он не требует играть до заполнения камнями всех нейтральных пунктов, поскольку камни на таких пунктах не влияют на число очков, набранных игроками. Китайский (как и эквивалентный ему в этом смысле инговский) вариант требует заполнения всех нейтральных пунктов в ходе основной части игры. Это различие может оказаться важным при игре с контролем времени, когда один или оба игрока оказываются в цейтноте.
- Из недостатков японского варианта подсчёта можно отметить бо́льшую техническую сложность и подверженность ошибкам (при подсчёте камни перемещаются) и увеличение возможности жульничества при подсчёте, как за счёт того же некорректного передвижения камней, так и путём подбрасывания к выигранным камням лишних камней (подброшенный камень даёт лишнее очко). В китайском варианте потребность в передвижении камней можно устранить (просто заполнив территорию камнями полностью и посчитав их затем поштучно), а подбрасывание камней не имеет смысла, поскольку взятые камни не участвуют в подсчёте.
- Инговский вариант удобен и нагляден: камни при подсчёте не передвигаются, контуры позиции остаются без изменений, нет необходимости в подсчёте очков каждого из игроков, поскольку разница (причём сразу с учётом коми или форы) видна непосредственно на доске. Недостатком является необходимость точного контроля числа камней в чашах игроков, для чего требуются специальные мерные чаши, в которых правильность числа камней можно определить без пересчёта.

### Трактовка некоторых специальных позиций
В основном различия касаются того, какие группы камней, не снятые с доски, могут считаться «пленными» после окончания партии. Проблема возникает в том случае, когда спорная позиция не доигрывается до естественного завершения (снятия камней одного из игроков) вследствие того, что ни одному из игроков не выгодно ходить в этом месте. Чаще всего спорные положения возникают при использовании японского порядка подсчёта результата: игрок теряет очки от хода в свою территорию, поэтому не может сделать ход, делающий его группу безусловно живой, если разница очков после такого хода поменяется в пользу противника, поэтому он предпочтёт не делать ходов и доказывать, что его группа и так жива. Степень детализации правил в отношении таких позиций весьма различна.
Японские правила
оговаривают целый ряд особых случаев:
- В позиции сэки все участвующие в противостоянии группы считаются живыми.
- Если окружённая группа без глаз образует в углу доски позицию магари-симоку или может быть приведена в такую позицию при соответствующей игре противника, и на доске нет ко-борьбы, такая группа безусловно мертва.
- При наличии ко-борьбы живой объявляется группа игрока, имеющего большее количество ко-угроз.
- При наличии ко-борьбы и бесконечного числа ко-угроз у обоих игроков живой объявляется спорная группа белого игрока.
- В двойном ко при наличии глаз у обеих групп позиция считается сэки (все камни живы), в противном случае одна из групп мертва.
- В других спорных случаях, которые могут быть сведены к предыдущим только при желании одного из игроков, считается, что жива белая группа, а мертва — чёрная.
- В более сложных случаях может приниматься коллегиальное решение судьями соревнований, либо назначаться доигрывание,

Китайские и производные от них (правила AGA, правила Инга, упрощённые правила Инга, и пр.)
требуют, чтобы спорная позиция разрешалась доигрыванием. Если по завершении основной части партии игроки не согласны о статусе каких-либо групп камней, они должны продолжить партию до снятия спорных групп. В упрощённых правилах Инга и правилах AGA этот принцип доведён до логического завершения: при наличии любых разногласий в трактовке окончательной позиции игроки должны доиграть до полного снятия всех «мёртвых» камней противника, даже тех, относительно которых разногласий не было; после завершения доигрывания все оставшиеся на доске камни считаются безусловно живыми.
При возникновении спорных случаев назначается доигрывание, порядок проведения которого тоже может быть различным.

### Тонкости, связанные с правиломко
Повтор позиции на следующем ходу безусловно запрещён, ход считается сделанным не по правилам и игрок должен переходить за счёт своего времени. Однако более сложные случаи, когда повтор позиции происходит через два или более хода, правила могут рассматривать по-разному.

### Размещение камней гандикапа
По некоторым правилам расположение форовых камней произвольно (то есть может быть выбрано игроком). В других камни форы можно размещать только в специальных форовых пунктах, причём порядок их расстановки тоже может регламентироваться по-разному.

### Компенсация за камни гандикапа
В тех случаях, когда применяется подсчёт очков по территории и своим «живым» камням (китайский или инговский), каждый камень форы, помимо тактического преимущества, даёт чёрным одно дополнительное очко. Поэтому в таких случаях, по некоторым вариантам правил, тот, кто даёт фору, получает взамен соответствующее количество очков — либо равное, либо на единицу меньшее числа камней форы.

### Пасы и завершение игры
По разным правилам, для завершения игры требуется от двух до четырёх пасов. По правилам AGA, кроме того, при каждом пасе игрок должен отдать противнику один камень.
В любом случае, после заданного количества пасов игра останавливается и начинается подсчёт очков. После остановки игры игроки должны договориться о том, какие группы будут объявлены «пленными». Если этот вопрос не удаётся решить по правилам и договорённость не достигается, производится доигрывание, для определения жизнеспособности каждой спорной группы. Порядок доигрывания, в зависимости от правил, может быть следующим
- Для каждой спорной группы производится отдельное доигрывание, по специальным правилам. По результатам доигрывания для каждой группы определяется статус («живая» или «мёртвая»), после чего в позиции, сложившейся на момент конца партии (без учёта доигрывания) «мёртвые» группы снимаются с доски и производится подсчёт очков.
- Партия просто продолжается до тех пор, пока вопрос жизнеспособности спорных групп не будет решён. После того, как позиция будет разыграна окончательно, в ней производится подсчёт очков. Если игроки пасуют четыре раза подряд, то игра останавливается, и все группы, находящиеся внутри чужой территории, считаются безусловно «живыми».

### Возможность самоубийственных ходов
В большинстве правил самоубийственные ходы запрещены, но в некоторых может разрешаться самоубийство группы (не единичного камня), если только при таком ходе не происходит повторения ранее встречавшейся в партии позиции. Существует мнение, что это обогащает игру — в некоторых случаях самоубийством одной группы удаётся обеспечить жизнеспособность другой, которая бы в противном случае погибла.

### Размер коми
По разным правилам размер коми варьируется в диапазоне от 5,5 до 8,5 очков. 

### Очерёдность хода при определении жизнеспособности групп
Когда после завершения партии производится доигрывание для определения жизнеспособности групп, право первого хода в этом доигрывании может быть:
- для каждой группы — за обороняющимся, то есть за тем, кому группа принадлежит (японские, новозеландские правила);
- за тем, чья была очередь ходить в завершённой партии (китайские, AGA, Инговские, Тромпа-Тейлора).